# 長尾異胎䲁
科氏異胎䲁（學名：Heteroclinus longicauda），為輻鰭魚綱䲁形目胎䲁科異胎䲁屬的一個種，分布於印度西太平洋澳洲海域，深度0至8公尺，本魚體延長且側扁，眼眶上無觸鬚，鼻孔有觸鬚，體黃色至棕色, 通常在眼睛後部延伸有一條白色至銀白色的條紋，尾柄長，背鰭硬棘27-29枚、背鰭軟條3枚、臀鰭硬棘2枚、臀鰭軟條17-19枚，體長可達7公分，棲息在底中層水域，雌魚產附著性卵，雄魚會守護卵，幼魚為浮游性，生活習性不明。